# Bjønsholmen
Bjønsholmen est un îlot du Hordaland en Norvège.